# Vera Baird
Vera Baird wcześniej Vera Thomas (ur. 13 lutego 1951 w Chadderton) – brytyjska polityczka Partii Pracy, deputowana Izby Gmin.

## Działalność polityczna
W okresie od 7 czerwca 2001 do 6 maja 2010 reprezentowała okręg wyborczy Redcar w brytyjskiej Izbie Gmin. Od 2007 do 2010 była też radcą generalnym Anglii i Walii w rządzie Gordona Browna.